# Pseudoacondroplasia
Per  pseudoacondroplasia   in campo medico, si intende un insieme di manifestazioni quasi esclusivamente autosomiche dominanti.

## Tipologia
Fra le varie forme la più comune è la displasia spondiloepifisaria pseudoacondroplasica.

## Sintomatologia
Fra i sintomi e i segni clinici ritroviamo scoliosi, lordosi lombare, bassa statura (già dai primi anni si comprende l'anomalia), cifosi, osteoartrite.

## Esami
Per una corretta diagnosi risulta sufficiente la radiografia dove si mostrano segni di ipoplasia odontoidea.

## Terapia
Spesso non si rende necessaria in quanto l'unica possibile terapia sarebbe quella chirurgica.